# Sherman (Mississippi)
Sherman é uma cidade  localizada no estado americano de Mississippi, no Condado de Lee e Condado de Pontotoc e Condado de Union.

## Demografia
Segundo o censo americano de 2000, a sua população era de 548 habitantes.
Em 2006, foi estimada uma população de 619, um aumento de 71 (13.0%).

## Geografia
De acordo com o United States Census Bureau tem uma área de
4,8 km², dos quais 4,8 km² cobertos por terra e 0,0 km² cobertos por água. Sherman localiza-se a aproximadamente 101 m acima do nível do mar.

## Localidades na vizinhança
O diagrama seguinte representa as localidades num raio de 20 km ao redor de Sherman.